# Gastroboletus valdivianus
Gastroboletus valdivianus är en svampart som beskrevs av E. Horak 1977. Gastroboletus valdivianus ingår i släktet Gastroboletus och familjen Boletaceae.   Inga underarter finns listade i Catalogue of Life.